# Новинка (Омская область)
Нови́нка — деревня в Азовском немецком национальном районе Омской области, в составе Сосновского сельского поселения.
Основано в 1896 году.
Население — 244 чел. (2021)

## Физико-географическая характеристика
Деревня находится в лесостепной зоне Омской области, в пределах Ишимской равнины, являющейся частью Западно-Сибирской равнины). Рельеф местности равнинный. Гидрографическая сеть не развита: реки и крупные озёра в окрестностях населённого пункта отсутствуют. В окрестностях села распространены чернозёмы обыкновенные языковатые.
По автомобильным дорогам расстояние до административного центра сельского поселения села Сосновка — 7 км, до районного центра села Азово — 21 км, до областного центра города Омск — 36 км.
Часовой пояс
Новинка, как и вся Омская область, находится в часовой зоне МСК+3. Смещение применяемого времени относительно UTC составляет +6:00.

## История
Основано в 1896 году на переселенческом участке Мартук. До 1917 года — лютеранское (по другим данным — католическое) село в составе Александровской, впоследствии Новинской волости Омского уезда Акмолинской области. Первые поселенцы были выходцами из Самарской губернии. До 1899 года землю пахали «захватным способом», кто сколько успел захватить земли, затем обрабатывали лишь свои наделы в 5 десятин. В 1902 году построен хлебозапасный магазин, имелось 4 казённых колодца (только два с пресной водой), дома из глины. В 1913 году насчитывалось 50 дворов и 297 жителей, действовали ветряная мельница Декерта, бакалейно-мануфактурные лавки А. Д. Гофмана и Д. В. Лоренца. В 1916 году земельный надел общины составлял 1563 десятины.
В 1897 году в частном доме открылась школа грамоты. Она размещалась в наёмном помещении. Учитель был из крестьян, обучал немецкой грамоте. 26 сентября 1902 году вместо школы грамоты открыто начальное народное сельское училище Министерства народного просвещения. К началу 1914—1915 учебного года в школе значилось 33 мальчика и 20 девочек.
До 1909 года церковная община входила в состав Омского евангелическо-лютеранского прихода (центр в Омске), после возникновения самостоятельного прихода святого Иоаннеса (центр в Александровке) перешла в новое подчинение.
В 1920 году численность населения составляла около 590 человек, из 99 дворов 96 были немецкими, два русских и один украинский. 24 февраля 1923 году на общем собрании жителей Новинки принято решение о создании сельхозартели (1-я Новинская), в январе 1924 году возникла 2-я Новинская сельхозартель (23 хозяйства). В феврале 1929 года возникает ТОЗ «Ротер Аккерманн», в мае вместо ТОЗа — сельхозартель «Первый шаг». Осенью 1929 года организован колхоз «Роте Штерн» (позже «Красная звезда»). К началу 1936 года в колхозе насчитывалось 135 дворов, 639 человек, посевами занято 1070 га. В 1932 году начали действовать крупорушка, механическая мельница мощностью 30 центнеров в сутки, в 1935 году — столярная мастерская.
В 1950 году к колхозу «Красная звезда» присоединили колхоз имени К. Либкнехта, в следующем году объединённый колхоз включается в состав колхоза им. К. Цеткин (центр в Сосновке). Как следствие исчезает Новинский сельсовет. Хозяйственной основой Новинки остаётся откормочная ферма крупного рогатого скота. В середине 1960-х годов социальная сфера села была представлена небольшим клубом на 70 мест, начальной школой (в 1966—1967 учебном году — 41 ученик, в 1984—1985 — 13), смешанным магазином, передвижной библиотекой.
К началу 2003 года в деревне насчитывалось 50 хозяйств, к началу 2014 года — 54.

## Население
| 1897 | 1911 | 1920 | 1926 | 1939 | 1959 | 1970 |
| ---- | ---- | ---- | ---- | ---- | ---- | ---- |
| 236  | ↗532 | ↗737 | ↘584 | ↗753 | ↘331 | ↘267 |
| 1979 | 1989 | 2002 | 2006 | 2010 | 2013 | 2014 |
| ↘202 | ↘190 | ↘183 | ↘174 | ↘167 | ↗207 | ↗224 |
| 2021 |      |      |      |      |      |      |
| ↗244 |      |      |      |      |      |      |

## Инфраструктура
В деревне имеется начальная школа, клуб, библиотека, два частных магазина.